# All Eyez on Me (sång)
All Eyez on Me är en dans-pop låt av den amerikanska R&B-sångerskan Monica, producerad av Rodney Jerkins och hans Darkchild team för sångerskans tredje studioalbum med samma namn.
Låten delar likheter med Michael Jacksons hit från 1983; "P.Y.T. (Pretty Young Thing)".
Utvald som den ledande singeln och Monicas första release under det ny-startade skivbolaget J Records släpptes sången i juni 2002 till amerikanska radiostationer. Dess prestationer på musiklistorna var dock mediokra i jämförelse till sångerskans tidigare megahittar då den nådde topp-fyrtio i Australien och Nya Zeeland men totalmissade att ta sig upp över hälften på USA:s singellista Billboard Hot 100. Det svala gensvaret mot låten och dess uppföljare "Too Hood" resulterade i att sångerskans skivbolag endast gav ut albumet i Japan och producenterna bakom CD:n gick, tillsammans med Monica, tillbaka in i inspelningsstudion för att till stor del byta ut innehållet. All Eyez on Me, döptes om till After the Storm och skivan släpptes år 2003 i USA. 

## Format och innehållsförteckningar
| - CD singel 1. "All Eyez on Me" (Radio Edit) - 3:58 2. "All Eyez on Me" (Blacksmith Club Radio Mix) - 4:22 3. "All Eyez on Me" (MaUVe Vocal Mix) - 7:33 4. "All Eyez on Me" (MaUVe Dub Mix) - 7:14 | - 12" singel 1. "All Eyez on Me" (Radio Edit) - 3:58 2. "All Eyez on Me" (Instrumental) - 3:58 3. "All Eyez on Me" (Radio Mix) - 3:58 4. "All Eyez on Me" (Acappella) - 3:58 |

## Listor
| Lista (2002)                                    | Topplacering |
| ----------------------------------------------- | ------------ |
| Australiska ARIA-singellistan                   | 39           |
| Tyska singellistan                              | 81           |
| Tyska svarta listan                             | 2            |
| Nyzeeländska RIANZ singellistan                 | 29           |
| Schweiziska singellistan                        | 88           |
| USA: Billboard Hot 100                          | 69           |
| USA: Rhythmic Top 40                            | 19           |
| USA: Billboard Hot R&B/Hip-Hop Airplay          | 32           |
| USA: Billboard Hot R&B/Hip-Hop Singles & Tracks | 32           |